# Limnebius mexicanus
Limnebius mexicanus är en skalbaggsart som beskrevs av Perkins 1980. Limnebius mexicanus ingår i släktet Limnebius och familjen vattenbrynsbaggar. Inga underarter finns listade i Catalogue of Life.